# Маркелловы голоса
Маркелловы голоса — российский хоровой ансамбль, основанный в 1995 году на базе Новосибирской государственной филармонии. Художественный руководитель — Игорь Тюваев.

## Название
Музыкальный коллектив назван в честь Маркелла Безбородого, русского церковного композитора, распевщика и агиографа XVI века.

## Репертуар
Репертуар ансамбля очень разнообразен, в его основе лежат произведения доклассического периода. «Маркелловы голоса» уделяют большое внимание духовной музыке: русской, западноевропейской и грузинской. Кроме того, коллектив исполняет работы романтиков, современных российских и зарубежных авторов. Многие произведения, исполненные коллективом в Новосибирске, прозвучали в России впервые. Это такие работы как «Missa Dolorosa» и «Месса и Магнификат» Антонио Кальдары, Месса «Dei filii» Яна Дисмаса Зеленки, Месса «Western wind» Джона Тавернера, Месса «Pro de functis» Томаса Луиса де Виктории.

## Гастроли
Коллектив гастролируют в России и других странах. В сентябре 1997 года «Маркеловы голоса» выступали в Германии (Дюссельдорф, Орзой), в январе 1998 года — в Малом и Рахманиновском зале Московской консерватории, в июле 2000 года — на фестивале «Московское действо» и т. д. Также ансамбль принимает участие в международных музыкальных фестивалях, которые проводятся в Новосибирске («Международный Рождественский фестиваль», «Классика и современность»).

## Творческое сотрудничество
Ансамбль работал с такими признанными знаменитостями в области камерно-инструментальной и хоровой музыки как Владимир Шуляковский, Татьяна Гринденко, Александр Полищук, Юрий Фалик, Арнольд Кац, Питер Филлипс (Англия, Оксфорд), Геральд Кегельман (Германия), Вацловас Аугустинас (Литва, Вильнюс), Джузеппе Малетто (Италия).

## Состав
- Игорь Тюваев — художественный руководитель ансамбля
- Ксения Поцелуенко  — альт
- Таисия Погожих — сопрано
- Андрей Соколов — баритон
- Александр Калачев — бас
- Светлана Медведева — сопрано
- Евгения Жуковская — альт
- Ксения Никулина — концертмейстер
- Александра Казанцева — управляющий творческим коллективом